# 七尾潟直右エ門
七尾潟 直右エ門（ななおがた なおえもん、1905年3月11日 - 1943年9月16日）は、現在の石川県七尾市出身で立浪部屋に所属した元大相撲力士。本名は浜田 兵吾。175cm、88kg。最高位は西十両筆頭。

## 経歴
1924年5月初土俵、1932年2月に春秋園事件の余波により、十両昇進。十両筆頭まで躍進したが、1933年5月に廃業した。

## 成績
- 十両6場所25勝26敗11休

## 改名
改名歴なし